# 莎伦·伦德尔
莎伦·伦德尔（英語：Sharon Rendle，1966年6月18日—），英国女子柔道运动员。她曾代表英国参加1988年、1992年和1996年夏季奥林匹克运动会柔道比赛，其中1992年奥运会获得一枚铜牌。